# Gonzalo Fierro
Gonzalo Fierro, född 21 mars 1983 i Santiago, är en chilensk fotbollsspelare.
Fierro spelar som offensiv mittfältare och anfallare. Han började spela för den chilenska fotbollsklubben Colo-Colos A-lag säsongen 2002 och var en vital del av detta tills han 2008 gick över till det brasilianska laget Flamengo.

## Landslaget
Fierros imponerande spel och snabbhet i den chilenska ligan har imponerat på förbundskaptenen Marcelo Bielsa vilket i sin tur har lett till att han gång på gång har blivit uttagen till landslaget. Fierro debuterade för Chile i en vänskapsmatch då han blev uttagen av den dåvarande förbundskaptenen Nelson Acosta. Acosta valde också ut Fierro att delta i Copa América 2007 i Venezuela.